# Уннан
Уннан (яп. 雲南市 Уннан-си) — город в Японии, находящийся в префектуре Симане. Площадь города составляет 553,37 км², население — 39 547 человек (1 августа 2014), плотность населения — 71,47 чел./км².

## Географическое положение
Город расположен на острове Хонсю в префектуре Симане региона Тюгоку. С ним граничат города Идзумо, Мацуэ, Ясуги, Сёбара и посёлки Иинан, Окуидзумо, Хикава.

## Население
Население города составляет 39 547 человек (1 августа 2014), а плотность — 71,47 чел./км². Изменение численности населения с 1980 по 2005 годы:
| 1980 | 51 477 чел. |  |
| 1985 | 50 981 чел. |  |
| 1990 | 49 612 чел. |  |
| 1995 | 48 248 чел. |  |
| 2000 | 46 323 чел. |  |
| 2005 | 44 403 чел. |  |

## Символика
Деревом города считается гинкго, цветком — цветок сакуры.

## Города-побратимы
- Ричмонд, США